# Перша битва за Брегу
Перша битва за Брегу — бій за місто Брега під час громадянської війни в Лівії.

## Хронологія
Битва почалася в перші години 2 березня 2011 року. У ніч на 2 березня близько 200 солдат (батальйон) Каддафі прибув в Брегу на 50 армованих автомобілях. Їм вдалося встановити контроль над нафтопереробним заводом, аеропортом, а також університетським містечком. Однак у другій половині дня бунтівники з сусідніх міст Адждабия і Бенгазі зробили контратаку і витіснили солдатів з міста.
4 березня урядові сили відкривали турбує вогонь по позиціях бунтівників в Брезі Тоді ж у повстанців була помічена ствольна артилерія — 106-мм американські безвідкатні знаряддя M40.
12 березня — після поразки під Рас-Лануфом бунтівники втратили контроль і над Брегою

## Значення
Захоплення міста Брега відкрив заколотникам шлях на захід, в результаті чого почалася битва за Рас-Лануф. Взяття міста урядовими військами, відповідно, дозволило їм почати битву за Адждабію